# Seu de Lamego
La Seu de Lamego, fundada al 1129, és una catedral gòtica; manté la torre quadrada originària, però la resta de l'arquitectura reflecteix les modificacions fetes en els segles XVI i XVIII, incloent-hi un claustre renaixentista.

## Història[1]
En el segle XII, després de la restauració de la diòcesi de Lamego, es construí un temple major al Rossio de Lamego, a la zona baixa de la futura urbs, l'any 1159. Consagrat el 1175 a Santa Maria i a S. Sebastião, la probable conclusió de la Seu esdevindria al 1191. Però, al llarg de la història s'ha alterat significativament el seu perfil romànic original.

## Característiques
La seu s'obri a un ample atri, obra del segle XVIII, amb la façana marcada per la robusta torre remodelada en el Set-cents.
La façana principal del temple fou reconstruïda en el regnat de Manuel I, combinant el gòtic flamíger i el començament d'algunes formes del Renaixement. Aquesta renovació de la Seu episcopal comença en el segle xv i se'n perllonga al següent. Les obres de la façana es realitzen entre 1508 i 1515, d'acord amb els plans de l'arquitecte João Lopes.
Conté tres portals ogivals, amb el central de majors dimensions, constituïts per diverses arquivoltes assentades en columnetes, decorats amb motius vegetals i zoomòrfics. Per sobre s'obrin finestrals gòtics, amb el central de dimensions monumentals i repartit per pètries motllures corbes. Els tres panys de la façana es divideixen en quatre contraforts i rematen amb pinacles.
De les dependències que es perllonguen al nord de la façana principal, destaca l'antic Palau dels Bisbes (Paço dos Bispos), construcció barroca setcentista, ocupat, des del 1917, pel Museu de Lamego, on es guarden algunes de les millors obres d'art de la Seu i d'altres centres religiosos de la ciutat.
L'interior de la Seu es reparteix en tres naus dividides en tres trams i cobertes per voltes d'aresta, sobre arcs de volta i pilars. Els sostres es pintaren en la primera meitat del segle xviii per l'italià Nicolau Nasoni, revelant composicions del barroc i episodis bíblics. A les naus laterals s'obrin sumptuosos altars barrocs.

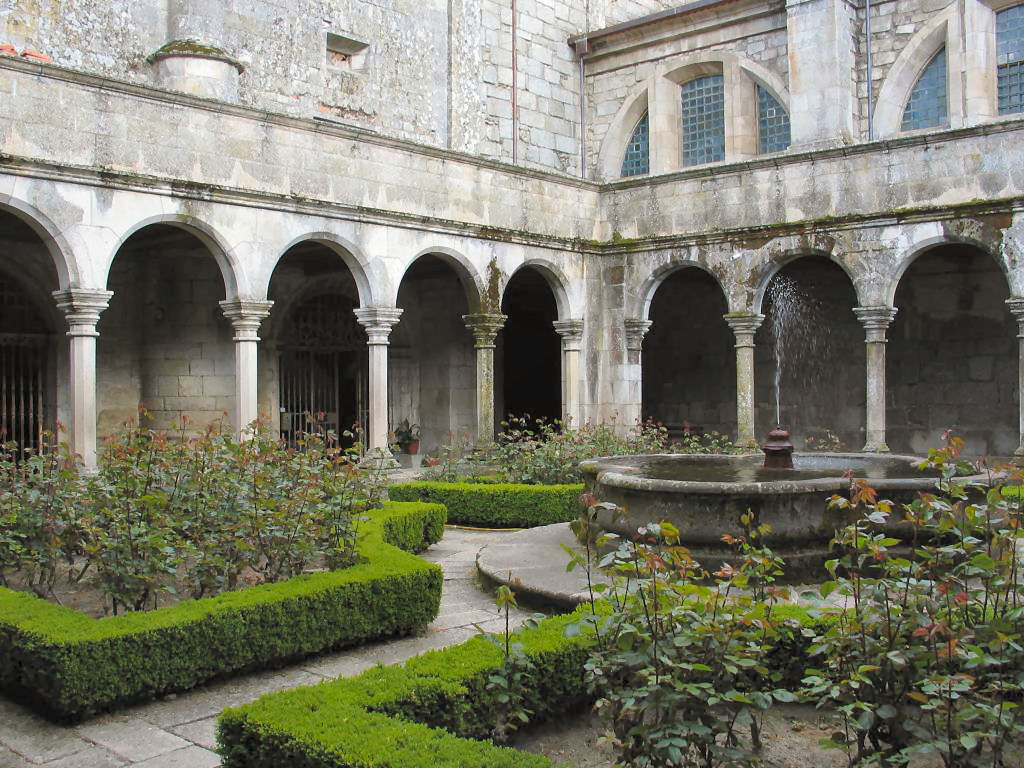
Claustre

De grans dimensions, l'absis es reformula en el segle XVIII; conté un retaule de finals del Set-cents combinant marbres i talla daurada, i un neoclàssic cadiral d'alt respatler. Les finestres, portes, arcs i els seus dos orgues són decorats amb aparatoses estructures de talla daurada. Les capelles colaterals són modelades amb talles barroques de João Garcia Lopes, realitzades el 1751. L'altar principal conté un frontal d'argent, obra d'un orfebre de Porto, datat del tercer quart del segle xviii.
En el cor alt hi ha un bell cadiral amb pintures, barroc del segle xviii.
L'equilibrat claustre és una obra del segle xvi, dividit en dos pisos, el primer format per arcs de volta perfecta i el superior com una galeria de columnes simples.
A la planta inferior hi ha dues magnífiques capelles. La dedicada a santo António és revestida de talla daurada i policroma, amb imatges siscentistes. La capella de sâo Nicolau, conclosa el 1563, presenta part de les parets folrades de taulellets setcentistes provinents d'un taller de la capital.